# Gloskär (väster om Älgö, Raseborg)
Gloskär är en ö i Finland. Den ligger i Finska viken och i kommunen Raseborg i landskapet Nyland, i den södra delen av landet. Ön ligger omkring 96 kilometer väster om Helsingfors.
Öns area är 8,3 hektar och dess största längd är 450 meter i sydöst-nordvästlig riktning.